# Festival Internacional de l'Erotisme de Brussel·les
El Festival Internacional de l'Erotisme de Brussel·les (neerlandès: Internationaal Erotica Festival van Brussel; francès: Festival International de l'Érotisme de Bruxelles) és una exhibició per a la indústria europea de l'entreteniment adult, que se celebra cada any en el mes de febrer, i que té lloc a la ciutat de Brussel·les. L'esdeveniment més important durant el festival és l'European X Awards, un guardó atorgat per i per a la indústria del cinema eròtic a Europa. El festival, així com els premis pròpiament dits, són l'equivalent als AVN Adult Entertainment Expo i els Premis AVN als Estats Units.
Cada país participant (generalment Alemanya, Itàlia, França, i Espanya) rep el seu conjunt de premis, incloent millor pel·lícula, millor director, millor actor, i millor actriu.
El primer Festival Internacional de l'Erotisme es va celebrar en 1993, mentre que els premis es van inaugurar en 1995. Brigitte Lahaie va ser la convidada d'honor de la 20a edició del 3 al 6 de març de 2011. El 2007 Estelle Desanges va succeir Clara Morgane com a padrina de la 15a edició.

## Premis X 2008
- Millor portada: Le sanctuaire  (V.Com)[9]
- Millor sèrie: Russian Institute  (VMD)
- Millor guió:  Ludivine  (Dauphin Pirate)
- Millor Gonzo: Vice Brigade (de Lydia Saint Martin distribuït per Colmax)
- Millor director de Gonzo: Lydia Saint Martin i Fabien Lafait
- Millor director de pressupost mitjà: Jack Tyler i Jean Pierre Charmontel
- Millor estrella: Cecilia Vega i Stella Delcroix
- Millor actriu secundària: Vicky Vicci, Angels Sydney i Ana Martin
- Millor actor secundari: Titof i Rodolphe Antrim
- Millor pel·lícula en DVD: French conneXion
- Millor pel·lícula de pressupost mitjà:  La Pervertie  (V.Com)
- Millor pel·lícula: Le Camping des foutriquets (VCV Communication)
- Millor director: John B. Root
- Millor actor: Phil Holliday i Sebastian Barrio
- Millor actriu: Yasmine
- Premi del jurat: Liza Del Sierra
- Premi del jurat: Nina Roberts
- Premi del jurat: Ovidie
- Premi del jurat: Michael Cheritto

## Premis X 2009
- Millor actriu europea: Carla Nova a Carla Nova Inside[10]
- Millor producció belga: Orlando a OrlandoX
- Millor pel·lícula: Pascal Saint James i Bambú a No Taboo sous les tropiques
- Millor actriu emergent: Flo d'Esterel a  Erotix Mons
- Millor actriu secundària: Valentine Chevalier a Initiation of a young libertine
- Millor sèrie: Halana K a BangTour vol 2
- Millor estrella: Elodie Barthory a  L'encantadora
- Millor director: John B. Root a  Show Me Rose
- Premi Honorífic: per tota la seva carrera Liza Del Sierra
- Millor actriu confirmada: Mylène Slyver a No Taboo sous les tropiques
- Millor actriu Pro-Am: Mallory Moor
- Millor sèrie de revistes: Yannick Perrin a Q Ze Hot Video Series